# Then an Alley
Then an Alley ("E poi una strada", in inglese) è un'opera beat ideata e realizzata da Tito Schipa Jr. che debuttò al Piper Club di Roma il 17 maggio 1967, dove l'autore lavorava all'epoca come presentatore. È considerata il primo esperimento al mondo di opera rock.

## Produzione
L'opera fu realizzata usando 18 temi musicali di Bob Dylan uniti tra loro dallo stesso Schipa in una sequenza che alternava arie e recitativi. Il libretto, scritto in inglese, fu creato da Mario Fales, su un'idea di Julian Chapman, e arrangiato dal complesso dei The Pipers. Vennero ingaggiati gli attori Billy Anastasi, Penny Brown e Simon Catlin.
I clamori del successo, che in seguito gli permisero di collaborare con Gian Carlo Menotti e Giorgio De Lullo, giunsero ai manager di Bob Dylan che gli intimarono di smettere con le rappresentazioni. Tito Schipa Jr. dovette quindi rinunciare a proseguire e si impegnò a scrivere musiche originali per una nuova opera rock, riutilizzando molti spunti presenti in Then an Alley.
Il risultato fu l'Orfeo 9 rappresentato nel 1970 al Teatro Sistina di Roma.
Tra i coristi figurava un giovanissimo Giuliano Ferrara.